# Bufo kabischi
Bufo kabischi är en groddjursart som beskrevs av Herrmann och Kühnel 1997. Bufo kabischi ingår i släktet Bufo och familjen paddor. IUCN kategoriserar arten globalt som otillräckligt studerad. Inga underarter finns listade.